# Affaler
Sur un navire, affaler est l'opération qui consiste à descendre rapidement, voire à laisser tomber, un élément à l'aide d'un système de cordage et poulie. On affale un canot à la mer ou une voile qui était auparavant hissée. Amener est l'opération semblable effectuée avec plus de modération et de contrôle.

## Description de la manœuvre pour les voiles
Pour affaler une voile, il est nécessaire de libérer (donner du mou) la drisse qui la maintient hissée. Cette opération peut être effectuée soit parce que la voile n'est plus nécessaire (arrivée au port) soit parce que, les conditions de vent ayant changé, il est nécessaire de hisser (le contraire d'affaler) une voile au grammage plus adaptée. La voile peut être également affalée partiellement pour réduire sa surface dans le cadre d'une prise de ris. Si la voile est complètement affalée, elle peut être soit simplement rabantée à plat pont (voile d'avant) ou repliée sur la bôme (grand voile) ou rangée dans un sac à voile qui sera stocké dans le bateau.
- Pour les voiles coulissant dans des gorges (grand-voile, voile d'avant sur étai creux) cette manœuvre doit être réalisée alors que le vent n'exerce plus de pression sur la surface de voile, ce qui empêcherait la voile de coulisser[2]. À cet effet l'allure du bateau doit se situer au près ou au vent debout (si le moteur est mis) et l'écoute de la voile est choquée. Pour des manœuvres de port à la voile ou des prises de quai, si le bateau doit arriver au portant, il est donc nécessaire d'anticiper et d'affaler la grand-voile avant de devoir abattre.
- Pour le  spi utilisé aux allures portantes la voile doit être ramenée sans chaluter ce qui nécessite une bonne coordination entre  les personnes chargées de récupérer la voile et celle qui choque la drisse. Un spi peut être affalé à toutes les allures. Dans l'urgence (récupération d'un homme tombé à la mer, virage de bouée en régate), la manœuvre s'exécute alors que le bateau est déjà au près. Il importe cependant de bien avoir largué le bras et de ramener prestement la voile à bord en tirant sur l'écoute. En cas d'urgence extrême (homme à la mer, équipage restreint), l'écoute peut également être larguée, le spi se mettant en drapeau en tête de mat.